# Harold Smith (Wasserspringer)
Edwin Harold „Dutch“ Smith (* 19. Februar 1909 in Ontario, Kalifornien; † 5. März 1958 in La Jolla, Kalifornien) war ein US-amerikanischer Wasserspringer.
Harold Smith startete für den Los Angeles Allied Athletic Club. Zur Trainingsgruppe von Fred Cady gehörten außer Smith die Brüder John und Michael Galitzen sowie Georgia Coleman. Smith gewann vier AAU-Meisterschaften vom Ein-Meter-Brett und vom Drei-Meter-Brett.
Bei den Olympischen Spielen 1928 in Amsterdam belegte Smith vom Drei-Meter-Brett den vierten Platz hinter seinen Landsleuten Pete Desjardins und Michael Galitzen und dem Ägypter Farid Simaika. Vier Jahre später dominierten die Springer aus Los Angeles bei den Olympischen Spielen 1932 in ihrer Heimatstadt. Vom Dreimeterbrett siegte Michael Galitzen vor Smith, vom Zehn-Meter-Turm gewann Smith vor Galitzen. Bei den Frauen gewann Georgia Coleman ebenfalls eine Gold- und eine Silbermedaille.
Nach seiner Karriere arbeitete Smith als Trainer, bevor er im Zweiten Weltkrieg als Captain dem Marine Corps angehörte. Nach dem Krieg war er als Poolmanager in Luxushotels tätig. 21 Jahre nach seinem Krebstod wurde Smith 1979 in die International Swimming Hall of Fame aufgenommen.